# Хасанкейф
Хасанкейф (тур. Hasankeyf) — город и район в провинции Батман (Турция), на реке Тигр. Населён преимущественно курдами.

## История
Хасанкейф имеет очень длинную историю. Люди жили в этих местах с древнейших времён. В эпоху средней бронзы территория вокруг Хасанкейфа, вероятно, входила в состав хурритских царств. Аккадские и западносемитские тексты табличек из Мари (1800–1750 гг. до н. э.) упоминают, важный город Илансуру на большой реке окружённый стеной. Её предположительно отождествляют с Хасанкейфом, хотя также предлагаются несколько мест на северо-востоке Сирии. 
Римляне выстроили здесь крепость Кефе, от которой и получил своё название город. В 640 году арабы отвоевали его у византийцев и переименовали в Хисн Кайфа. В XII веке город был захвачен Артукидами, которые сделали его своей столицей. В 1232 году город взяли Айюбиды, а в 1252 году, разбив их, городом правили египетские тюрки-мамлюки и выстроили в нём много мечетей, сделав его важным центром ислама. В 1260 году город был уничтожен монголами, но постепенно возродился; здесь были выстроены летние резиденции эмиров Ак-Коюнлу. В 1534 году, во время войны с Ираном, Сулейман I захватил Хасанкейф и включил его в состав Османской империи.
В июле 2020 года древний город вместе с пещерами ушёл под воду из-за строительства плотины Илису в рамках масштабного гидротехнического проекта Юго-Восточной Анатолии.
Современный город перенесён на противоположный, высокий берег реки Тигр.